# Марбёф, Шарль Луи де
Луи Шарль Рене, граф де Марбёф (4 ноября 1712, Рен — 20 сентября 1786, Бастия) — бретонский генерал-лейтенант, которому король Людовик XV пожаловал титул маркиза Каргеза во время его управления Корсикой.

## Биография

### Происхождение и семья
Сын Роберта Жана де Марбёфа (1668—1736), генерал-лейтенанта королевской армии (1734), и Марии Терезы де Кергё.
29 сентября 1783 года он женился в Париже на 18-летней Катрине Антуанетте Салингера де Гаярдон де Фенойл. 19 июня 1813 года его вдове был пожалован титул баронессы Империи.

### Карьера до 1764 года
Поступил на службу в 16 лет энсином в Бурбонский полк; 7 июля 1729 года стал лейтенантом, а 23 апреля 1732 года капитаном. В 1738 году отправлен на Мальту, 1 мая 1747 года произведён в генерал-майоры королевской пехоты, а 15 февраля 1748 года в полковники. 1 марта 1757 года поступил в армию Вестфалии и 3 сентября 1759 года был произведён в бригадиры. 1 мая 1760 года был отправлен в Бретань, а 1 марта 1762 года был прикреплён к испанской армии в звании «главного маршала военных квартир» (фр. maréchal général des logis). 25 июля 1762 года был произведён в лагерные маршалы.

### Служба на Корсике
В 1756 году король Франции подписал первый Компьенский договор с Генуэзской республикой, которой никак не удавалось победить войска независимой республики Корсика под командованием Паскаля Паоли и восстановить власть над островом, поэтому она призвала на помощь короля Франции. Людовик XV, со своей стороны, увидел возможность захватить остров и противодействовать влиянию Англии в Средиземноморье. Франция пообещала до марта 1759 года захватить города Аяччо (корс. Aiacciu), Сен-Флоран (корс. San Fiurenzu) и Кальви.
Компьенский договор был продлён в 1764 году. Генуэзская республика позволяла Франции продолжать в течение четырёх лет военную операцию на Корсике, согласованную в 1756 году, в Аяччо, Кальви и Сен-Флоране, а также в Бастии и Альгайоле.
В декабре 1764 года граф Марбёф был отправлен на Корсику с целью помочь генуэзцам сохранить контроль над Корсикой. Он высадился с семью батальонами (около 6 тыс. человек) в Сен-Флоране. Затем он написал Паскалю Паоли, чьи войска осаждали город, что ему приказано завладеть городом и он заверяет корсиканцев, что у французских войск есть единственная миссия — охранять в течение четырёх лет пять генуэзских крепостей, но никак не помогать генуэзцам завоевать своих бывших подданных. Затем он отправился в Кальви, а оттуда в Бастию.
В январе 1765 года Паскаль Паоли отправил Марбёфу из Корте манифест, в котором обязался отказаться от осады Сен-Флоран из уважения к королю Франции. Генуэзцы уступают ему город и цитадель Бастии. Он встретился с Паскалем Паоли — сначала в марте, а затем в апреле во время поездки между Бастией и Сен-Флораном. Об этой встрече он доложил герцогу Шуазёлю. В ноябре, находясь в Бастии, он встретился с писателем Джеймсом Босуэллом.
В начале 1766 года он доложил герцогу Шуазёлю о своих действиях на Корсике, а затем в апреле по просьбе герцога Шуазёля предложил Паскалю Паоли изучить возможность мирного договора с Генуэзской республикой.
2 апреля 1767 года испанский король Карл III решил изгнать иезуитов со всех испанских территорий. После скитаний испанские иезуиты получили от сената Генуи убежище на Корсике, в городах, оккупированных французскими войсками. Людовик XV, который изгнал иезуитов из Франции ещё в 1764 году, направил свой протест генуэзскому правительству и приказал графу Марбёфу отвести свои войска из тех мест, где собирались поселиться иезуиты. Паскаль Паоли немедленно захватил позиции, оставленные французами. Затем Франсуа Гаффори взял Аяччо и заставил генуэзские войска запереться в цитадели. Герцог Шуазёль сообщил Паскалю Паоли, что до даты окончания Компьенского соглашения (7 августа 1768 года) Аяччо, Бастия, Кальви, Сен-Флоран и Альгайола оставались под защитой Франции, но затем под давлением Карла III дал согласие на пребывание иезуитов на Корсике. Граф Марбёф отправил военного комиссара Жадара в Аяччо, чтобы выполнять приказы губернатора. Жадар написал ему 12 августа, сообщая о ситуации и мерах, принятых для того, чтобы обе стороны — и корсиканцы, и генуэзцы, — уважали нейтралитет города и гарантировали иезуитам безопасность.
Эта весьма ограниченная оккупация уступила место реальным боевым действиям, когда 15 мая 1768 года Генуэзская республика, убедившись в бесполезности своих усилий, подписала Версальский договор о передаче суверенитета над Корсикой королю Франции сроком на десять лет. Король обязался вернуть Корсику Генуэзской республике после возмещения Франции расходов в 40 миллионов ливров, понесённых французами на борьбу с повстанцами.
Семь дней спустя над Бастией был поднят белый флаг. В июне граф Марбёф призвал Паскаля Паоли отвести корсиканские войска, которые охраняли коммуникации между Сен-Флораном и Бастией и контролировали эти два города. 12 июля численность французской армии на Корсике под командованием сначала генерал-лейтенанта Бернара Луи де Шовелена, а затем графа де Во, выросла с 4 до 12 тыс. человек.
Он участвовал в умиротворении Корсики, сначала командуя армией и находясь между Шовеленом и де Во с декабря 1768 года по апрель 1769 года, а затем командуя корпусом под началом де Во вплоть до битвы при Понте-Нову. 23 октября 1768 года он был назначен генерал-лейтенантом и остался управлять новым французским владением после отъезда графа де Во.
В 1774 году Шарль Луи организовал строительство коммуны Каржез для группы греческих колонистов из Аяччо. Было построено около 120 домов за счёт французского правительства. На северо-западе коммуны он построил себе большой дом с садом, где, в частности, несколько раз гостила Летиция Бонапарт. За заслуги в управлении Корсикой король Людовик XV пожаловал ему титул маркиза Каржеза.
Умер от лихорадки в 1786 году. Его дом был разрушен в 1793 году во время Французской революции.

### Граф Марбёф и семья Бонапартов
Во время своего пребывания на Корсике он подружился с Карло Бонапартом. Он стал покровителем Наполеона Бонапарта, который обязан ему своим местом в военном колледже в Бриенне. В «Мемориале Святой Елены» упоминается такой эпизод:
В описываемый период на Корсике проживали два французских генерала, настолько ненавидевших друг друга, что их ссоры привели к созданию двух партий. Один из них был господин де Марбёф, обладавший мягким характером и снискавший этим популярность среди местного населения. Вторым генералом был господин де Нарбонн Пелле, отличавшийся высокомерием и неистовством характера. Последний, из-за своего происхождения и благодаря связям среди высшей знати Франции, должен был быть очень опасен для своего соперника, но, к счастью для господина де Марбёфа, его гораздо больше любили на острове. Когда депутация корсиканцев во главе с Карло Буонапарте прибыла в Версаль, у него спросили его мнение о причине ссоры между двумя французскими генералами. Искренность показаний Карло Буонапарте по этому вопросу способствовала полному триумфу Марбёфа. Архиепископ Лиона, племянник Марбёфа, посчитал своим долгом уделить внимание депутату с Корсики и поблагодарить его за оказанную семье Марбёф услугу. Когда юного Наполеона определили в Бриеннское военное училище, архиепископ дал ему специальное рекомендательное письмо для семьи Бриенн, которая жила там большую часть года, — отсюда проистекает дружеское отношение семей Марбёф и Бриенн к детям семьи Буонапарте. Клеветнические статьи по этому поводу приводят иную причину, но простого изучения дат вполне достаточно для того, чтобы доказать её абсурдность. Старик Марбёф жил тогда в городе Аяччо, где семья Карло Буонапарте занимала одно из главных мест. Госпожа Буонапарте была самой очаровательной и красивой женщиной в городе, поэтому вполне естественно, что генерал часто посещал её дом для приятного времяпровождения, предпочитая его другим местам.
Ходили постоянные слухи, поддерживаемые, в частности, такими авторами, как Эрве ле Борнэ и Эдмон Отен, что у графа Марбёфа и Летиции Бонапарт была романтическая связь, и даже что он был настоящим отцом Наполеона Бонапарта, который, согласно этой гипотезе, родился не в Аяччо, а в Сан-Сэве, в бретонском департаменте Финистер. Эта версия отвергается историками, по словам Жана Тюлара, за свою «невероятность», поскольку невозможно, чтобы пребывание Летиции в Бретани не было задокументировано.

## Награды
- Большой крест ордена Святого Людовика

## Публикации
- Mémoire sur la subvention dont le Roi a ordonné que la levée soit faite dans l'île de Corse. [23 juin 1770.] Memoria su la sovvenzione di cui il Re ha ordinato sia fatta la colletta nell'isola di Corsica, impimerie S.F. Batini, Bastia
- Discours prononcé par Mr. le comte de Marbeuf à l'ouverture des États de Corse à Bastia, le 26 mai 1779, imprimerie de Vve Batini, Bastia, 1785 (читать онлайн)

### Комментарии
1. ↑  Неверно приписывать происхождение названия улицы Марбёф[фр.] возле Елисейских Полей, где произошло нападение 22 апреля 1982 года, от дома, предположительно принадлежащий Луи Шарлю Рене в Париж. Улица Марбёф в Париже обязана своим именем Генриетте-Франсуазе Мишель, дочери нантского судовладельца Габриэля Мишеля[фр.], вдовы Жака Анжа, маркиза Марбёфа, племянника губернатора Корсики. Ей принадлежали сады на Елисейских полях (сады Марбёф) и земля в Шан-сюр-Марн. Она была приговорена к смерти и казнена 5 февраля 1794 года, «по убеждению, что она желала прибытия пруссаков», согласно революционному трибуналу (см. Biographies bretonnes, Prosper Jean Levot (1857)).